# Escut de Sabadell
L'escut oficial de Sabadell té el següent blasonament:
| « | Escut caironat truncat: al primer, d'argent, una ceba arrencada de sinople; i al segon, d'or, quatre pals de gules. Per timbre una corona mural de ciutat. | » |

## Història
L'actual símbol oficial de Sabadell va ser aprovat en el Ple Municipal del 23 de desembre de 1992, i va rebre la conformitat de la Generalitat de Catalunya el 26 de gener de 1993 i fou publicat al DOGC el 2 de febrer del mateix any amb el número 1704.
La ceba és el senyal parlant tradicional, des de 1560, referent al nom de la ciutat, i és també una al·lusió a l'origen humil de la població, amb el seu mercat agrícola (encara que ara Sabadell sigui un important centre industrial i de serveis).
El document més antic trobat on apareix el segell amb la ceba és de 1468. Era signat pel procurador general de Barcelona, quan aquella ciutat va ser senyora de Sabadell. El primer segell propi del municipi no apareix fins a l'any 1560, amb la ceba com a escut propi i símbol de la ciutat.
El motiu de la ceba com a emblema de Sabadell s'ha de trobar en els costums d'aquella època. Una part considerable de poblacions catalanes tenen com a emblema heràldic les anomenades armes parlants. Aquest costum obeeix a la poca gent lletrada que hi havia. Posar a l'escut un signe gràfic que més o menys coincidís amb el nom de la població era facilitar-ne la lectura. Així, el nom "Sabadell", a través de la pronúncia [səβəʼðeʎ], seria reinterpretat com un hipotètic derivat de "ceba": "Cebadell".
Els quatre pals de Catalunya recorden que la ciutat va pertànyer a la Corona; de fet, va ser venuda per Roger Bernat de Foix l'any 1366 a Elionor de Sicília, esposa de Pere III. El rei la va tornar a vendre, aquesta vegada a la ciutat de Barcelona, i va tornar definitivament a la Corona el 1473.
Una de les versions anteriors més emprades a l'aprovada el 1993 consistia en el mateix blasonament actual però sent l'escut triangular curvilini i timbrat amb corona reial oberta. A vegades incorporava la divisa llatina Per meam viam scandam astra ('Pel meu camí pujaré als astres') sobre la corona i/o les inicials «A» i «S» a banda i banda de la ceba arrencada. Aquestes inicials poden indicar Arraona i Sabadell, al·ludint a la distinció que es feia entre la vila de Sabadell i el terme del Castell d'Arraona. Finalment aquest anava ornamentat amb un ram de llorer de sinople a l'esquerra i un palmó d'or a la dreta.
Aquesta versió encara es pot apreciar a bastants llocs de la ciutat, com ara al Pavelló Municipal d'Esports o al monument dedicat al batlle Josep Maria Marcet i Coll.